# Potrero del Llano
Il Potrero del Llano era una petroliera costruita nel 1912. Navigò per un certo numero di compagnie, e sopravvisse al servizio durante la prima guerra mondiale, solo per essere silurato e reso inutilizzabile (non interamente affondato) da un U-Boot tedesco durante la seconda guerra mondiale, mentre navigava sotto la bandiera messicana al largo della costa della Florida. Il suo affondamento contribuì alla decisione del Messico di entrare in guerra dalla parte degli Alleati.
Il Potrero del Llano fu originariamente costruito dalla Palmers Shipbuilding and Iron Company, Hebburn-on-Tyne come FA Tamplin, per il servizio con TW Tamplin & Co., di Londra. Fu venduto nel 1921 alla società belga SA d'Armement, d'Industrie & de Commerce, di Anversa, e fu ribattezzato Arminco, e fu nuovamente venduto nel 1930 alla società italiana Società Italiana Trasporti Petroliferi (SITP), di Genova, e fu ribattezzato Lucifero. Fu internato mentre era attraccato a Tampico, in Messico il 10 giugno 1940 e fu sequestrato l'8 dicembre 1941 dal governo messicano e ribattezzato Potrero del Llano, da una città del Veracruz. Era gestito da Petróleos Mexicanos (Pemex), e fu portato alla base di Tampico.

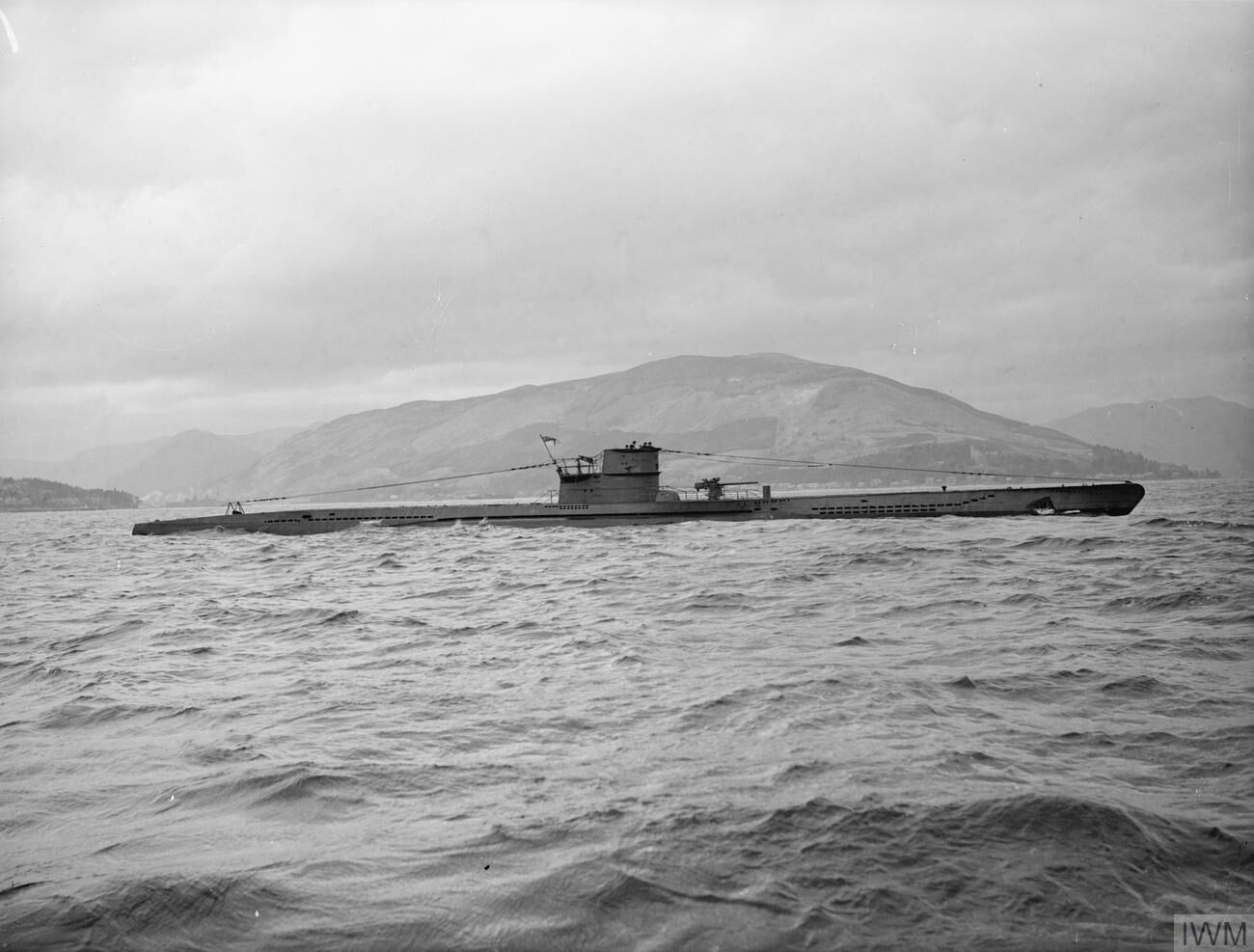
Uno U-Boot di Tipo VIIC simile a quello che affondò il Potrero del Llano.

Potrero del Llano stava navigando senza scorta da Tampico a New York nel maggio del 1942, trasportando 6.132 tonnellate di petrolio. Fu avvistato dal sottomarino tedesco U-564, comandato da Reinhard Suhren alle 07:17 del 14 maggio 1942, mentre si trovava ad est della costa della Florida. Suhren notò una bandiera illuminata dipinta sul lato della nave ma la identificò erroneamente come bandiera italiana. Poiché solo le navi della Marina messicana erano autorizzate a mostrare la bandiera messicana con l'aquila al centro, la bandiera mostrata dal Potrero del Llano assomigliava a quella italiana, e avendo deciso che la posizione e la rotta della petroliera significava che non poteva essere italiana, Suhren decise di affondarlo. L'U-564 silurò debitamente il Potrero del Llano, che affondò con la perdita di 13 membri dell'equipaggio. Ventidue sopravvissuti furono raccolti dalla USS PC-536 e portati a Miami. Uno dei sopravvissuti, José Reyes Sosa, sopravvisse a un altro attacco contro il Las Choapas, una nave cisterna affondata dallo U-129 il 27 giugno 1942 e la quarta nave cisterna messicana affondata da sottomarini tedeschi.
Il 20 maggio 1942 una seconda nave cisterna, Faja de Oro, fu attaccata e affondata, questa volta dallo U-106. Ciò stabilì un solido casus belli per il governo messicano di dichiarare guerra alle potenze dell'Asse il 22 maggio 1942.